# Fraham
Fraham är en ort och kommun  i Österrike. Den ligger i distriktet Eferding i förbundslandet Oberösterreich, 170 kilometer väster om huvudstaden Wien.
Kommunen består av 15 orter (Ortschaften) (inom parentes invånarantal 1 januari 2024):

- Aumühle (67)
- Fraham (619)
- Güttlfeld (476)
- Hörstorf (68)
- Inn (106)
- Kappelding (31)
- Lahöfen (11)
- Oberhillinglah (22)
- Raffelding (278)
- Ranzing (5)
- Simbach (45)
- Steinberg (93)
- Steinholz (300)
- Trattwörth (46)
- Unterhillinglah (444)